# Erna Rieckmann
Erna Doris Anna Rieckmann (* 21. Februar 1887 in Bremen; † nach 1920) war eine deutsche Politikerin der USPD und für zwei Jahre Abgeordnete der Hamburgischen Bürgerschaft.

## Leben und Politik
Rieckmann besuchte die höhere Töchterschule und Seminar von A.M. Janson in Bremen und bestand im Oktober 1906 die Lehrerinnenprüfung für die Volksschulen. Sie war danach als Lehrerin in Schkölen (Thüringen), Kahllehne (Altmark) sowie in Bremen und Paris tätig. Im Oktober 1914 trat sie in den Hamburger Schuldienst.
Sie saß für die USPD von 1919 bis 1920 in der Hamburgischen Bürgerschaft. Sie war in dieser Funktion innerhalb der Behörde für öffentliche Jugendfürsorge zudem Mitglied des Krankenhauskollegiums.